# Follicule tertiaire

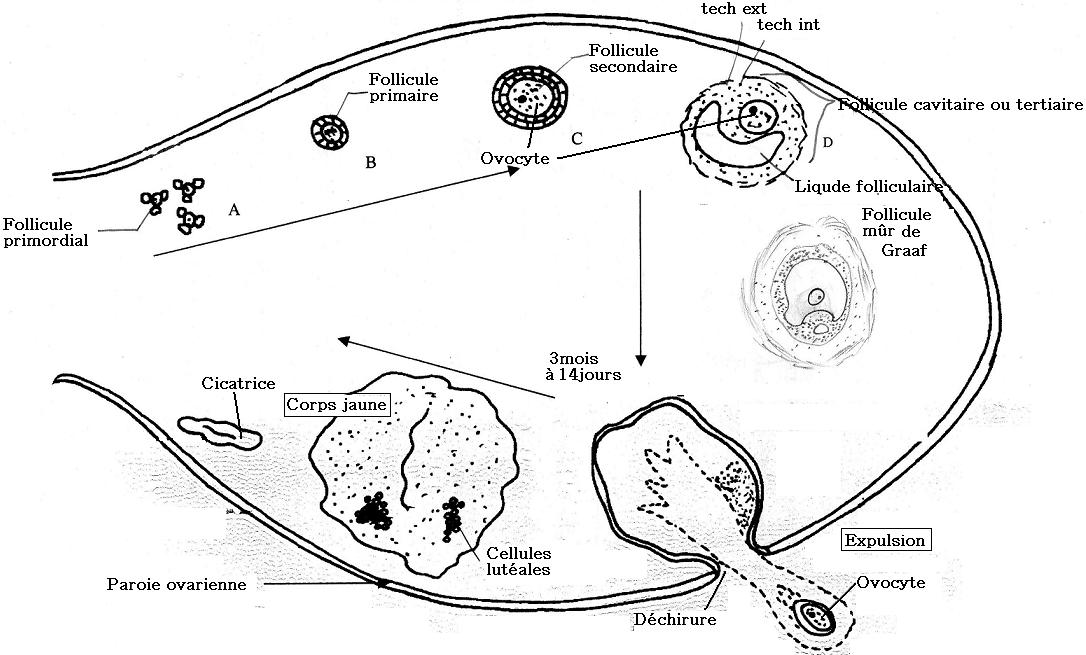
Cliquez sur l'image pour avoir un schéma explicatif de l'évolution du follicule dans l'ovaire.

Le follicule tertiaire ou cavitaire, est le quatrième des cinq stades du développement du follicule ovarien lors de la folliculogénèse.
Les cinq stades de développement du follicule ovarien sont : follicule primordial → follicule primaire → follicule secondaire → follicule tertiaire → follicule de De Graaf.

## Le follicule tertiaire
Les cavités folliculaires qui demeurent autour de l'ovocyte forment le cumulus oophorus. À maturité, le follicule dominant peut atteindre jusqu'à 15 mm de diamètre et constitue le follicule tertiaire ou follicule vésiculaire. Les cellules de la thèque et de la granulosa expriment désormais des récepteurs aux androgènes, aux estrogènes et à la FSH, la maturation du follicule devient donc sous contrôle hormonal. Les cellules de la thèque interne sont sécrétrices d'hormones stéroïdiennes (principalement androgènes, conséquence de leur expression d'un récepteur à LH) et sont richement vascularisées. La thèque externe est plutôt capsulaire et fibreuse et s'unit progressivement au stroma ovarien pour contribuer à la protection folliculaire. Les cellules de la granulosa, quant à elles, permettront l'aromatisation des androgènes produits par les cellules de la thèque interne en estradiol, via la P450 aromatase (CYP19), ainsi que la sécrétion d'inhibine. L'estradiol et l'inhibine jouent un rôle de rétroinhibition de la sécrétion de LH et FSH par les cellules gonadotropes de l'hypophyse antérieure, l'adénohypophyse.
À chaque cycle oœstrien, les follicules secondaires qui n'ont pas subis d'atrésie évoluent en follicules tertiaires par la multiplication cellulaire. Le nombre de couches de cellules folliculaires entourant l'ovocyte I augmentent. La couche interne entourant l'ovocyte est au contact de la zone pellucide, c'est la corona radiata. Les couches les plus externes forment la granulosa, dans laquelle des cavités remplies de sérum (plasma et œstrogènes) se rejoignent pour donner l'antrum.